# Cantonul Geneva
Republica și Cantonul Geneva este numele celui mai vestic canton sau stat confederal al Elveției, împrejmuit pe aproape toate părțile de Franța și centrat în orașul Geneva. Numele oficial al acestui canton este République et Canton de Genève. La fel ca alte cantoane elvețiene (Ticino, Neuchâtel) acest canton se auto-proclamă o republică, ca parte a Confederației Elvețiene.
Cantonul Geneva se găsește în colțul sud-vestic al Elveției. Mulțumită capitalei sale, este una dintre zonele cele mai cosmopolite ale națiunii. Ca centru al Reformei Caliviniste, capitala, Geneva, exercită o influență semnificativă asupra cantonului, care consistă în principal din Geneva și hinterlandul său.

## Geografie
Suprafața Cantonului Geneva este de 282 km². Cantonul este izolat de celelalte cantoane elvețiene. Granițele actuale ale cantonului au fost stabilite în 1815. În 2002 populația cantonului era de 414.300 locuitori.

## Istorie
În 1584 Geneva devine un "aliat etern" al Confederației Elvețiene. În timpul Republicii Elvetice, Geneva nu făcea parte din Elveția, ci din Franța. Cantonul Geneva s-a unit cu Confederația în 1815, după ce a fost extins cu teritorii franceze și savoiare la Congresul de la Viena.

## Religie
Patrie a Reformei lui Calvin, Cantonul Geneva a fost tradițional o fortăreață protestantă. Totuși, în ultima parte a secolului al XX-lea, proporția catolicilor a crescut, în mare parte din cauza imigrației din Europa centrală. Acum în canton locuiesc mai mulți catolici decât protestanți. Zonele franceze care înconjoară cantonul sunt majoritar catolice.

## Economie
Orașul Geneva este un centru comercial și financiar. Un mare număr de bănci elvețiene au sediul aici, în special cele care operează în sectorul private banking. Industria serviciilor este foarte importantă pentru Geneva, unde se află sediile multor corporații multinaționale, precum și ale multor organizații internaționale, precum Națiunile Unite sau Uniunea Poștală Internațională. Ca centru financiar, orașul Geneva este de importanță internațională. Agricultura este importantă în împrejurimile Genevei, în special în privința producției de făină și vin.
Instrumentele și mașinile de precizie sunt o altă branșă în care economia Cantonului Geneva e puternică. Aceasta se reflectă în producția tradițională de orologii din Geneva.

## Organizații Internaționale
- Crucea Roșie Internațională, din 1864
- Societatea Națiunilor, 1919
- Cartierul General european al Națiunilor Unite, 1945

## Educație
Principala instituție de învățământ este Universitatea din Geneva, fondată în 1559 de Calvin. Se chema inițial Schola Genevensis.

## Transporturi

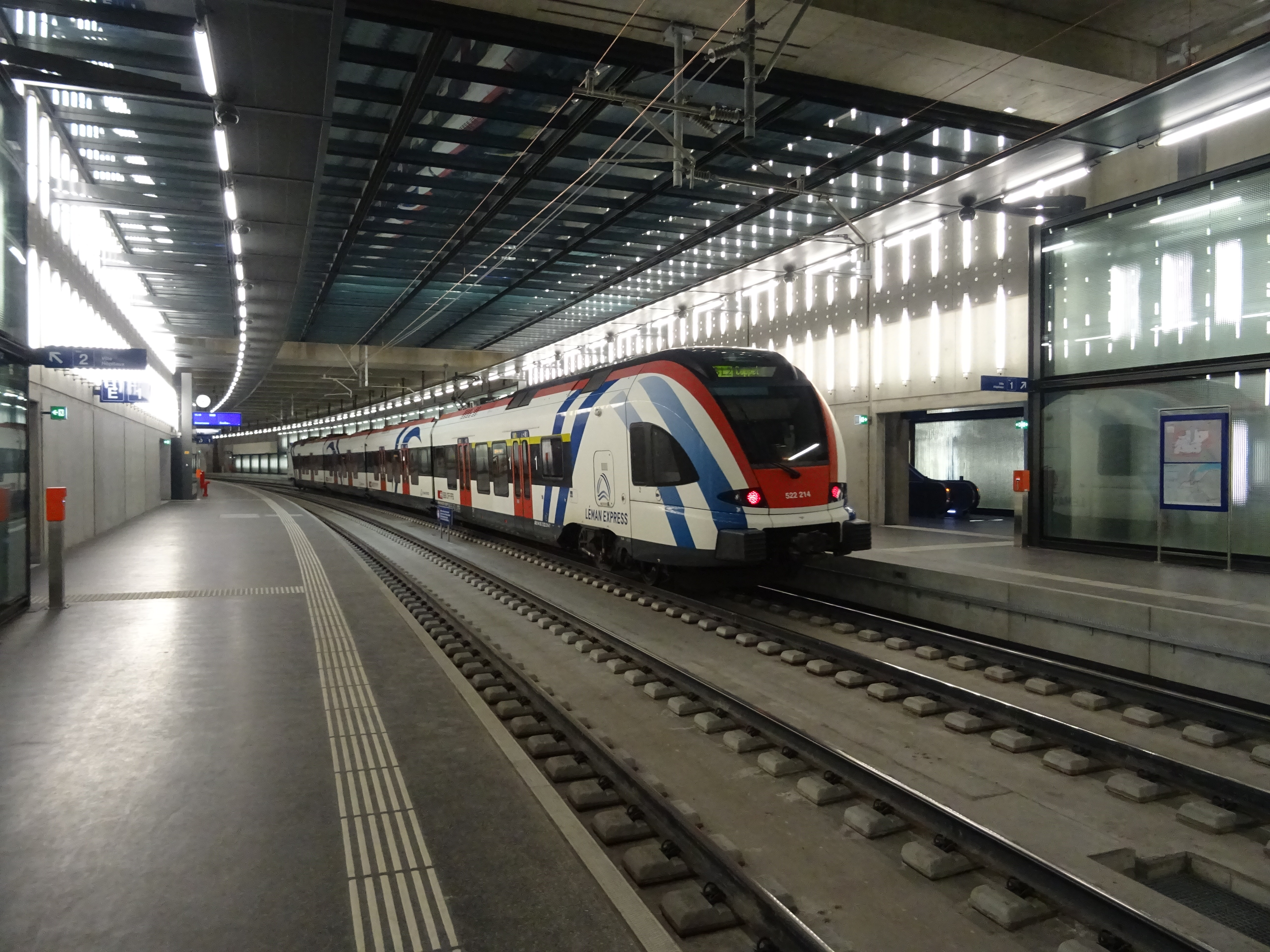
Stație de tren din cantonul Geneva

Mare parte din străzile cantonului pornesc din capitala Geneva. Dintre aceste străzi, multe merg mai degrabă spre Franța, decât spre alte cantoane elvețiene.
Cantonul este servit de un aeroport internațional la Cointrin (Geneva International Airport), care are doar un terminal.
Există legături feroviare bune cu orașele din Elveția și Franța. Din 1984 trenurile franceze de mare viteză (TGV) ajung și la Geneva.
În 1964 Cantonul Geneva este legat la sistemul de autostrăzi elvețian, iar în 1970 la cel francez.

## Organizare
Constituția cantonului a fost stabilită în 1847 și amendată de atunci de câteva ori. Guvernul cantonal are șapte membri care sunt aleși la fiecare patru ani (Conseil d'Etat). Organul legislativ (Grand Conseil) are 100 de locuri. Deputații sunt aleși o dată la fiecare patru ani.
Legile sunt supuse unui referendum, dacă acest lucru este cerut de cel puțin 7.000 de persoane cu drept de vot. 10.000 de persoane pot chiar propune noi legi.
Cantonul este împărțit în localități (communes) care au propriul lor ansamblu și un primar.

## Genevieni faimoși
- Berthelier
- Calvin
- Roset
- Jean-Jacques Rousseau
- Voltaire

## Localități
Localitățile cantonului sunt:
| - Aïre-la-Ville - Anières - Avully - Avusy - Bardonnex - Bellevue - Bernex - Carouge - Cartigny - Céligny - Chancy - Chêne-Bougeries - Chêne-Bourg - Choulex - Collex-Bossy | - Collonge-Bellerive - Cologny - Confignon - Corsier - Dardagny - Geneva - Genthod - Grand-Saconnex - Gy - Hermance - Jussy - Laconnex - Lancy - Meinier - Meyrin | - Onex - Perly-Certoux - Plan-les-Ouates - Pregny-Chambésy - Presinge - Puplinge - Russin - Satigny - Soral - Thônex - Troinex - Vandoeuvres - Vernier - Versoix - Veyrier |

## Vedeți și
- Geografia cantonului Geneva